# Avstrijska hokejska liga 2007/08
Sezona 2007/08 Lige EBEL je bila 78. sezona avstrijskega državnega prvenstva v hokeju na ledu in 3. sezona pod franšiznim imenom Liga EBEL. Začela se je 20. septembra 2007 in končala 25. marca 2008. Zmagala je ekipa EC Red Bull Salzburg, ki je v finalu s 4:2 premagala slovensko ekipo HDD ZM Olimpija Ljubljana. KELLY'S All-Star tekma je potekala 26. januarja 2008 v Albert Schultz Eishalle na Dunaju.

## Sistem tekmovanja
Liga se je začela 21. septembra 2007. Redni del je sestavljalo 36 tekem, kar pomeni, da je vsaka ekipa z vsako ekipo igrala štirikrat - dvakrat na domačem terenu in dvakrat v gosteh. Posebnost rednega dela je bila ta, da so se točke na polovici rednega dela razpolovile. Po rednem delu je sledil vmesni del. V njem so se moštva razdelila na dva dela. Prvi del se je imenoval Uvrstitvena runda in ga je sestavljalo 6 najbolje uvrščenih ekip iz rednega dela, od katerih so najbolje uvrščene 4 ekipe prejele bonus točke - 4 točke za 1. mesto po rednem delu, 3 za 2. mesto, 2 za 3. mesto in 1 za 4. mesto. Drugi del se je imenoval Kvalifikacijska runda, v njem so bila 4 najslabša vrščena moštva iz rednega dela. Ta so igrala tekme za čim boljšo uvrstitev; prvi dve mesti iz te skupine 4 moštev sta vodili v končnico. Pred začetkom sta tudi najboljši ekipi od 4 po rednem delu prejeli bonus točke - 2 točki za 7. mesto po rednem delu in 1 za 8. mesto. 
Četrtfinale se je igrala po modelu Best-of-five, kar pomeni, da je v naslednji krog napredovalo moštvo, ki je osvojilo tri zmage. Prednost ene tekme več na domačem terenu so prejele ekipe, ki so po uvrstitveni rundi zasedale mesto med prvimi 4 moštvi. Sledil je polfinale in finale, ki sta se igrala po modelu Best-of-seven, kar pomeni, da je napredovalo oziroma osvojilo prvenstvo moštvo s štirimi zmagami. Zopet je imelo eno moštvo prednost ene tekme na domačem terenu več, to je bilo tisto moštvo, ki je zasedalo višje mesto po uvrstitveni rundi, ki šteje več kot kvalifikacijska runda. Torej; če sta igrali moštvo iz uvrstitvene runde in kvalifikacijske runde, je prednost ene tekme na domačem terenu več prejelo tisto moštvo iz uvrstitvene runde. Moštvo iz kvalifikacijske runde bi dobilo prednost ene tekme na domačem terenu več le v primeru, da bi se v finali uvrstili ekipi, ki sta v končnico napredovali iz kvalifikacijske runde, kar pa se ni zgodilo, ker je HC TWK Innsbruck izpadel v četrtfinalu z 0:3 proti Vienna Capitalsom. V končnici je bila razporeditev ekip sledeča: 1. moštvo iz uvrstitvene runde se je srečalo z 2. moštvom iz kvalifikacijske runde (1. dvoboj), 2. moštvo iz uvrstitvene runde se je srečalo s 1. moštvom iz kvalifikacijske runde (4. dvoboj), 3. moštvo iz uvrstitvene runde se je srečalo s 6. moštvom iz uvrstitvene runde (3. dvoboj) in 4. moštvo iz uvrstitvene runde se je srečalo s 5. moštvom iz uvrstitvene runde (2. dvoboj). Tako ni bilo nobenega žreba.

### Sodelujoči klubu
| Klub                 | Mesto          | Dvorana                       | Kapaciteta | Ustanovitev |
| -------------------- | -------------- | ----------------------------- | ---------- | ----------- |
| EC Red Bull Salzburg | Salzburg       | Eisarena Salzburg             | 3.500      | 1977        |
| EC VSV               | Beljak         | Stadthalle, Beljak            | 4.500      | 1923        |
| EHC Linz             | Linz           | Donauparkhalle Linz           | 3.800      | 1992        |
| Vienna Capitals      | Dunaj          | Albert Schultz Eishalle       | 4.500      | 2000        |
| HK Acroni Jesenice   | Jesenice       | Dvorana Podmežakla            | 5.000      | 1948        |
| HC Innsbruck         | Innsbruck      | Olympiahalle Innsbruck        | 7.800      | 1994        |
| EC KAC               | Celovec        | Stadthalle Klagenfurt         | 5.000      | 1909        |
| Graz 99ers           | Gradec         | Eisstadion Liebenau           | 4.000      | 1999        |
| HDD Tilia Olimpija   | Ljubljana      | Hala Tivoli                   | 5.000      | 1929        |
| Alba Volán           | Székesfehérvár | Ledena dvorana Székesfehérvár | 3.500      | 1960        |

### Potek tekmovanja
Največje presenečenje končnice je bila HDD ZM Olimpija Ljubljana, ki je veliki krizi v rednem delu zasedla 8. mesto in po kvalifikacijski rundi 7. mesto. V četrtfinalu je odpravila EC KAC s 3:0 in v polfinalu še EHC Black Wings Linz s 4:2. V finalu se je soočila z ekipo EC Red Bull Salzburg, proti kateri je že vodila v seriji s 3:1, a je nato zaradi razveljavljene 4. tekme izgubila finale z 2:4.
HK Acroni Jesenice so v sredini rednega dela zasedale dolgo časa 1. mesto, nato pa je sledila kriza in v uvrstitveni rundi so zasedli šele 6. mesto. V četrtfinalu so tesno z 2:3 izgubili proti EHC Black Wings Linz. 
Veliko razočaranje lige je bila madžarska ekipa Alba Volán Székesfehérvár, ki je po rednem delu prepričljivo zasedla zadnje 10. mesto. V kvalifikacijski rundi ji je sicer uspel manjši preboj na končno 9. mesto. 
Zmagovalno moštvo je bil EC Red Bull Salzburg. V finalu je tesno s 3:2 izločil VSV EC, nato pa potopil Vienna Capitalse s 4:0. Zmago v finalu so osvojili po razveljavitvi 4. tekme in 2 zmagah na koncu proti HDD ZM Olimpija Ljubljana. 
Odlične igre so kazali hokejisti EC KAC, a so jih nato porazili igralci HDD ZM Olimpija Ljubljana s 3:0 v četrtfinalu. EC KAC je po rednem delu zasedal 5. mesto, nato pa je osvojil v uvrstitveni rundi 2. mesto, kar je prineslo Olimpijo za četrtfinalnega tekmeca. 
Blede igre je kazal Graz 99ers, ki kljub izboljšanju forme proti koncu lige ni uspel osvojiti 2. mesta v kvalifikacijski rundi; odvzel mu ga je HC TWK Innsbruck. 
EHC Black Wings Linz je po rednem delu zasedal odlično 1. mesto, uvrstitvena runda pa ga je potisnila na 3. mesto. Tako se je soočil s HK Acroni Jesenice in tesno zmagal s 3:2. Njegov polfinalni tekmec je bil tako HDD ZM Olimpija Ljubljana, ki je slavila s 4:2. Linz je v seriji zmagal na 1. in predzadnji (5.) tekmi, obe na domačem terenu.
7. mesto po rednem delu je zasedel HC TWK Innsbruck. V kvalifikacijski rundi je osvojil drugo mesto, kar je pomenilo najslabše možno izhodišče pred končnico, saj je bil njegov četrtfinalni tekmec prvouvrščeno moštvo iz uvrstitvene runde - Vienna Capitals. Capitalsi so zmagali s 3:0. 
Vienna Capitals je bil 2. po rednem delu in 1. po uvrstitveni rundi in je bil vsaj po rezultatih sodeč prvi favorit za končno zmago. Vlogo favorita je dokazal z gladko 3:0 zmago v četrtfinalu proti HC TWK Innsbruck, nato pa je v polfinalu naletel na ekipo EC Red Bull Salzburg, ki je slavila s 4:0. 
Po rednem delu 6. in po uvrstitveni rundi 5. so bili hokejisti VSV EC. Slednji so nato izpadli v četrtfinalu proti EC Red Bull Salzburg, ki je zmagal s 3:2.

### Točkovni sistem
Jabolko spora po koncu prvenstva je vsaj med slovenskimi ljubitelji hokeja predstavljal točkovni sistem. Slednji je bil uveden, da zajezi dotok tujcev in prisili moštva, da vlagajo v domače igralske kadre. Kajti, po tem sistemu je moralo vsako moštvo na vsaki tekmi imeti največ 65 točk v registru. V registru je prostora za 22 igralcev, od katerih je lahko le 17 starejših od 24 let. Če je v registru kako mesto prazno, se vsako točkuje s po 1 točko.

## Redni del

### Končna lestvica
| Mesto | Moštvo                    | Tekem | Zmag | Porazov (po podaljških) | Gol razlika | Točke |
| ----- | ------------------------- | ----- | ---- | ----------------------- | ----------- | ----- |
| 1.    | EHC Black Wings Linz      | 36    | 22   | 14 (5)                  | 111:91      | 49    |
| 2.    | Vienna Capitals           | 36    | 22   | 14 (5)                  | 122:86      | 49    |
| 3.    | EC Red Bull Salzburg      | 36    | 20   | 16 (6)                  | 121:108     | 46    |
| 4.    | HK Acroni Jesenice        | 36    | 21   | 15 (4)                  | 100:94      | 46    |
| 5.    | EC KAC                    | 36    | 21   | 15 (3)                  | 119:102     | 45    |
| 6.    | VSV EC                    | 36    | 18   | 18 (6)                  | 109:109     | 42    |
| 7.    | HC TWK Innsbruck          | 36    | 19   | 17 (3)                  | 124:116     | 41    |
| 8.    | HDD ZM Olimpija Ljubljana | 36    | 17   | 19 (3)                  | 108:107     | 37    |
| 9.    | Graz 99ers                | 36    | 15   | 21 (5)                  | 99:132      | 35    |
| 10.   | Alba Volán Székesfehérvár | 36    | 5    | 31 (4)                  | 69:137      | 14    |

## Uvrstitvena runda
| Mesto | Moštvo               | Tekem | Zmag | Porazov (po podaljških) | Gol razlika | Točke (bonus) |
| ----- | -------------------- | ----- | ---- | ----------------------- | ----------- | ------------- |
| 1.    | Vienna Capitals      | 10    | 7    | 3 (1)                   | 40:23       | 18 (3)        |
| 2.    | EC KAC               | 10    | 8    | 2 (0)                   | 45:30       | 16 (0)        |
| 3.    | EHC Black Wings Linz | 10    | 5    | 5 (0)                   | 36:35       | 14 (4)        |
| 4.    | EC Red Bull Salzburg | 10    | 5    | 5 (1)                   | 37:33       | 13 (2)        |
| 5.    | VSV EC               | 10    | 3    | 7 (1)                   | 29:43       | 7 (0)         |
| 6.    | HK Acroni Jesenice   | 10    | 2    | 8 (1)                   | 24:47       | 6 (1)         |

## Kvalifikacijska runda
| Mesto | Moštvo                    | Tekem | Zmag | Porazov (po podaljških) | Gol razlika | Točke (bonus) |
| ----- | ------------------------- | ----- | ---- | ----------------------- | ----------- | ------------- |
| 1.    | HDD ZM Olimpija Ljubljana | 6     | 5    | 1 (1)                   | 25:10       | 12 (1)        |
| 2.    | HC TWK Innsbruck          | 6     | 4    | 2 (0)                   | 19:18       | 10 (2)        |
| 3.    | Graz 99ers                | 6     | 1    | 5 (2)                   | 9:19        | 4 (0)         |
| 4.    | Alba Volán Székesfehérvár | 6     | 2    | 4 (0)                   | 9:15        | 4 (0)         |

## Končnica

### Drevo končnice
|  | Četrtfinale                    | Četrtfinale                 | Četrtfinale          |                             |                      | Polfinale | Polfinale | Polfinale |  |  | Finale | Finale | Finale |
|  |                                |                             |                      |                             |                      |           |           |           |  |  |        |        |        |
|  | 14. februar - 19. februar 2008 |                             |                      |                             |                      |           |           |           |  |  |        |        |        |
|  |                                |                             |                      |                             |                      |           |           |           |  |  |        |        |        |
|  | 1                              | Vienna Capitals             | 3                    |                             |                      |           |           |           |  |  |        |        |        |
|  | 1                              | Vienna Capitals             | 3                    | 26. februar - 4. marec 2008 |                      |           |           |           |  |  |        |        |        |
|  | 8                              | HC TWK Innsbruck            | 0                    |                             |                      |           |           |           |  |  |        |        |        |
|  | 8                              | HC TWK Innsbruck            | 0                    | 1                           | Vienna Capitals      | 0         |           |           |  |  |        |        |        |
|  | 14. februar - 24. februar 2008 |                             |                      | 1                           | Vienna Capitals      | 0         |           |           |  |  |        |        |        |
|  |                                | 4                           | EC Red Bull Salzburg | 4                           |                      |           |           |           |  |  |        |        |        |
|  | 4                              | 4                           | EC Red Bull Salzburg | 4                           | EC Red Bull Salzburg | 3         |           |           |  |  |        |        |        |
|  | 4                              |                             |                      | 13. marec - 25. marec 2008  | EC Red Bull Salzburg | 3         |           |           |  |  |        |        |        |
|  | 5                              | VSV EC                      | 2                    |                             |                      |           |           |           |  |  |        |        |        |
|  | 5                              | VSV EC                      | 2                    | 4                           | EC Red Bull Salzburg | 4         |           |           |  |  |        |        |        |
|  | 14. februar - 24. februar 2008 |                             |                      | 4                           | EC Red Bull Salzburg | 4         |           |           |  |  |        |        |        |
|  |                                | 7                           | HDD ZM Olimpija      | 2                           |                      |           |           |           |  |  |        |        |        |
|  | 3                              | 7                           | HDD ZM Olimpija      | 2                           | EHC Black Wings Linz | 3         |           |           |  |  |        |        |        |
|  | 3                              | 26. februar - 9. marec 2008 |                      |                             | EHC Black Wings Linz | 3         |           |           |  |  |        |        |        |
|  | 6                              | HK Acroni Jesenice          | 2                    |                             |                      |           |           |           |  |  |        |        |        |
|  | 6                              | HK Acroni Jesenice          | 2                    | 3                           | EHC Black Wings Linz | 2         |           |           |  |  |        |        |        |
|  | 14. februar - 19. februar 2008 |                             |                      | 3                           | EHC Black Wings Linz | 2         |           |           |  |  |        |        |        |
|  |                                | 7                           | HDD ZM Olimpija      | 4                           |                      |           |           |           |  |  |        |        |        |
|  | 2                              | 7                           | HDD ZM Olimpija      | 4                           | EC KAC               | 0         |           |           |  |  |        |        |        |
|  | 2                              |                             |                      |                             | EC KAC               | 0         |           |           |  |  |        |        |        |
|  | 7                              | HDD ZM Olimpija             | 3                    |                             |                      |           |           |           |  |  |        |        |        |
|  | 7                              | HDD ZM Olimpija             | 3                    |                             |                      |           |           |           |  |  |        |        |        |
|  |                                |                             |                      |                             |                      |           |           |           |  |  |        |        |        |
|  |                                |                             |                      |                             |                      |           |           |           |  |  |        |        |        |